# L'ingenua
Pour plus de détails, voir Fiche technique et Distribution.
L'ingenua est une comédie érotique italienne réalisée par Gianfranco Baldanello et sortie en 1975. Le film met en scène Ilona Staller alias la Cicciolina dans son premier rôle principal et partage une distribution et des lieux de tournage presque identiques à ceux du film précédent produit par Armando Bertuccioli, Une nièce malicieuse (it) (La nipote) de Nello Rossati.

## Synopsis
Piero Spazin (Giorgio Ardisson) est un escroc qui rencontre son ami Luigi Beton (Daniele Vargas), un fraudeur, et tous deux s'engagent dans un nouveau projet d'escroquerie, tout en essayant de se tromper l'un l'autre. Angela (Ilona Staller), une employée soi-disant naïve de la fiancée de Piero, Augusta (Anna Maria Pescatori), se retrouve accidentellement impliquée dans leur plan et accepte de les accompagner dans leur voyage. Cependant, l'arrivée de Susy (Orchidea De Santis), une autre arnaqueuse, dans le groupe après avoir rencontré Rodolfo (Graziano Chiaro), le fils de Luigi, rend les choses encore plus compliquées.

## Fiche technique
- Titre original : L'ingenua[2]
- Réalisation : Gianfranco Baldanello
- Scénario : Giacomo Gramegna
- Photographie : Romano Scavolini
- Montage : Francesco Bertuccioli
- Musique : Carlo Savina
- Production : Armando Bertuccioli
- Société de production : Winston Cinematografica
- Pays de production :  Italie
- Langues originales : italien
- Format : couleurs
- Genre : comédie érotique italienne
- Durée : 93 minutes
- Dates de sortie :
  - Italie : 1975 (visa délivré le 30 août 1975)

## Distribution
- Ilona Staller : Angela, la fausse vendeuse naïve
- Giorgio Ardisson : Piero Spazin
- Daniele Vargas : Eng. Luigi Beton
- Ezio Marano : Cornelio
- Orchid De Santis : Susy
- Achille Grioni : prêtre
- Anna Maria Pescatori : Augusta Bortolon

## Production
Le film a été tourné dans la province de Padoue, certaines scènes se déroulant dans les municipalités de Bovolenta, Monselice et Noventa Padovana. La villa dans laquelle se déroule la deuxième partie du film est la Villa Mandriola, située à Albignasego.